# Torrent de Can Noguera
El Torrent de Can Noguera és un curs d'aigua del Baix Llobregat, que neix al bosc de Can Tobelleta, al límit municipal entre Abrera i Sant Esteve Sesrovires i baixa fixant aquest límit. En arribar a les instal·lacions de la SEAT delimita el marge entre Martorell i Abrera fins a desembocar al riu Llobregat al límit municipal entre Abrera, Martorell i Castellbisbal.